# Sernancelhe
Sernancelhe est une municipalité (en portugais : concelho ou município) du Portugal, située dans le district de Viseu et la région Nord.

## Géographie
Sernancelhe est limitrophe :
- au nord, de Tabuaço et São João da Pesqueira,
- à l'est, de Penedono et Trancoso,
- au sud, d'Aguiar da Beira,
- au sud-ouest, de Sátão,
- au nord-ouest, de Moimenta da Beira.

## Les Hospitaliers

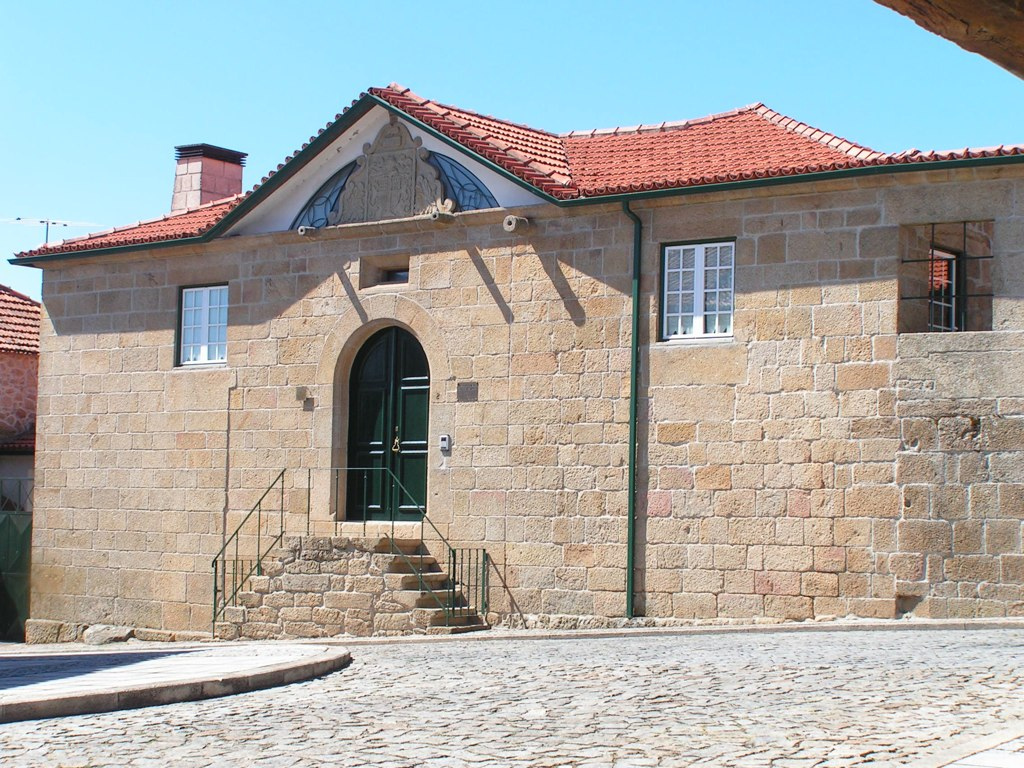
Maison de la commanderie de Saint-Jean de Jérusalem

Sernancelhe fut jusqu'en 1834 une commanderie de l'ordre de Saint-Jean de Jérusalem qui faisait partie du grand prieuré de Portugal.

## Démographie
| 1801  | 1849  | 1900   | 1930  | 1960   | 1981  | 1991  | 2001  | 2004  |
| ----- | ----- | ------ | ----- | ------ | ----- | ----- | ----- | ----- |
| 2 778 | 3 677 | 10 758 | 9 804 | 10 200 | 7 499 | 7 020 | 6 227 | 6 150 |

| 2011  | - | - | - | - | - | - | - | - |
| ----- | - | - | - | - | - | - | - | - |
| 5 671 | - | - | - | - | - | - | - | - |

## Subdivisions
La municipalité de Sernancelhe groupe 17 paroisses (freguesia, en portugais) :
- Arnas
- Carregal
- Chosendo
- Cunha
- Escurquela
- Faia
- Ferreirim
- Fonte Arcada
- Freixinho
- Granjal
- Lamosa
- Macieira
- Penso
- Quintela
- Sarzeda
- Sernancelhe
- Vila da Ponte

## Jumelage
- Jacou (France)